# Kanton Léré
Der Kanton Léré war bis 2015 ein französischer Wahlkreis im Département Cher und in der Region Centre-Val de Loire. Er umfasste sieben Gemeinden im Arrondissement Bourges; sein Hauptort (frz.: chef-lieu) war Léré. Die landesweiten Änderungen in der Zusammensetzung der Kantone brachten im März 2015 seine Auflösung. Vertreter im conseil général des Départements war zuletzt für die Jahre 2008–2015 Pascal Viguié.

## Gemeinden
| Gemeinde                   | Einwohner Jahr | Fläche km² | Bevölkerungsdichte | Code INSEE | Postleitzahl |
| -------------------------- | -------------- | ---------- | ------------------ | ---------- | ------------ |
| Belleville-sur-Loire       | 1.037 (2013)   | 11,01      | 94 Einw./km²       | 18026      | 18240        |
| Boulleret                  | 1.360 (2013)   | 32,71      | 42 Einw./km²       | 18032      | 18240        |
| Léré                       | 1.139 (2013)   | 15,98      | 71 Einw./km²       | 18125      | 18240        |
| Sainte-Gemme-en-Sancerrois | 421 (2013)     | 14,84      | 28 Einw./km²       | 18208      | 18240        |
| Santranges                 | 416 (2013)     | 24,31      | 17 Einw./km²       | 18243      | 18240        |
| Savigny-en-Sancerre        | 1.032 (2013)   | 33,31      | 31 Einw./km²       | 18246      | 18240        |
| Sury-près-Léré             | 591 (2013)     | 17,78      | 33 Einw./km²       | 18257      | 18240        |